# Acanthoserolis schythei
Acanthoserolis schythei is een pissebed uit de familie Serolidae. De wetenschappelijke naam van de soort is voor het eerst geldig gepubliceerd in 1858 door Lütken.